# Diatomees
Les diatomees o bacil·lariofícies (Bacillariophyceae) són una classe d'algues unicel·lulars microscòpiques (encara que n'existeixen algunes que formen colònies), que s'enquadra dintre del fílum Heterokontophyta, superfílum Chromista, regne protoctist, domini Eukarya. El nom científic de la classe és Bacillariophyceae (o Diatomeae) i es relaciona filogenèticament amb la classe Chrysophyceae i d'altres del grup Chromista.
Les diatomees són organismes fotosintetitzadors que viuen en aigua dolça o marina i constitueixen una part molt important del fitoplàncton.
Un dels trets característics de les cèl·lules de diatomees és la presència d'una coberta de sílice (diòxid de silici hidratat), anomenat frústul. Els frústuls mostren una gran diversitat de formes, algunes de molt belles i ornamentades, i generalment consten de dues parts asimètriques o valves amb una divisió entre si, d'aquí el nom del grup. Moltes espècies apareixen formant encadenaments o altres agregats ordenats. L'evidència fòssil suggereix que es van originar durant o abans del període Juràssic primerenc.

## Ecologia
Actualment, es coneixen més de 200 gèneres vivents de diatomees i s'estima que hi ha al voltant de 100.000 espècies extintes (%[1] %[2]). Com a colonitzadores, les diatomees es distingeixen per trobar-se en qualsevol tipus d'ambient, ja sigui marí o d'aigua dolça. També es troben en ambients on existeixen condicions extremes de temperatura o salinitat i, de la mateixa forma, les trobem interaccionant amb altres organismes com és el cas de cianofícies filamentoses, en què existeix un epifitisme per part de les diatomees.
La majoria són pelàgiques (viuen en aigües lliures), encara que algunes són bentòniques (sobre el fons marí), o fins i tot poden viure sobre superfícies humides. Són especialment importants en els oceans, on es calcula que proporcionen fins a un 45% del total de la producció primària oceànica (%[3]). Encara que són generalment microscòpiques, algunes espècies de diatomees poden arribar fins a 2 mil·límetres de longitud. Els frústuls de les diatomees se sedimenten per gravetat quan és digerida o mor la cèl·lula, i donen origen a roques sedimentàries, com les diatomites i moronites.

## Usos
Les propietats d'aquests materials, formats per partícules microscòpiques, intricades i molt regulars en grandària, els han fets atractius per a diversos usos, com la fabricació de la dinamita, en què la nitroglicerina és embeguda, reduint la probabilitat d'una explosió accidental.
Els tàxons més rics en lípids es fan servir per desenvolupar el biocombustible d'alga.

## Galeria

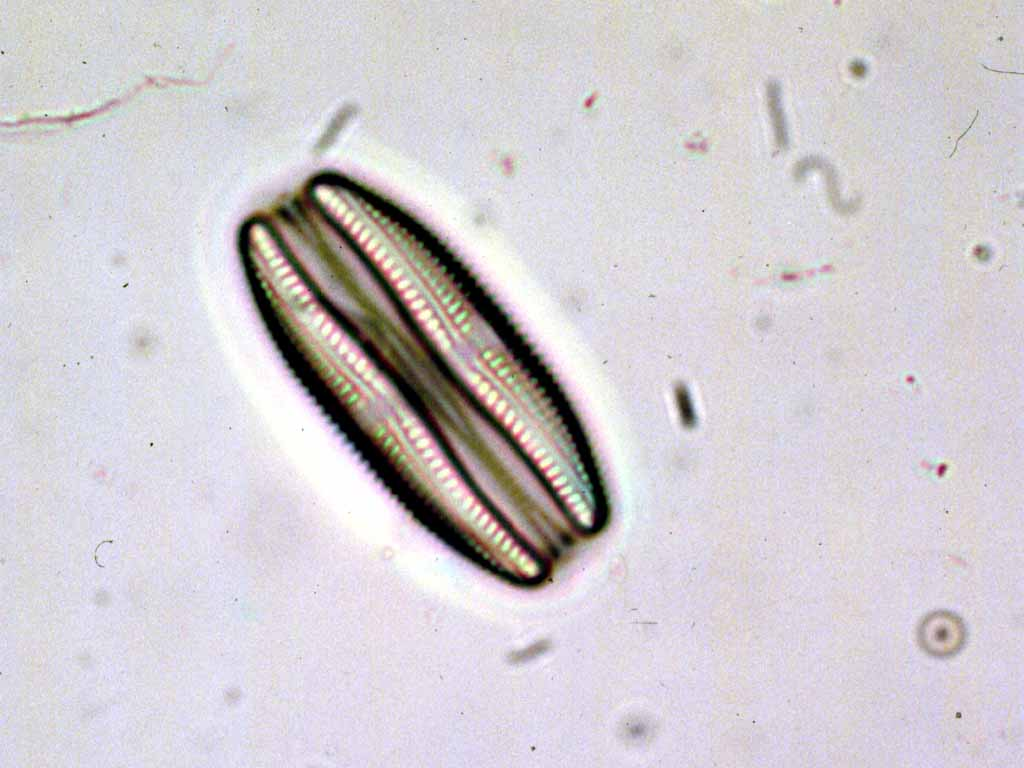
Amphora ovalis
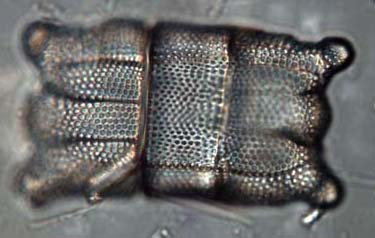
Biddulphia pulchella
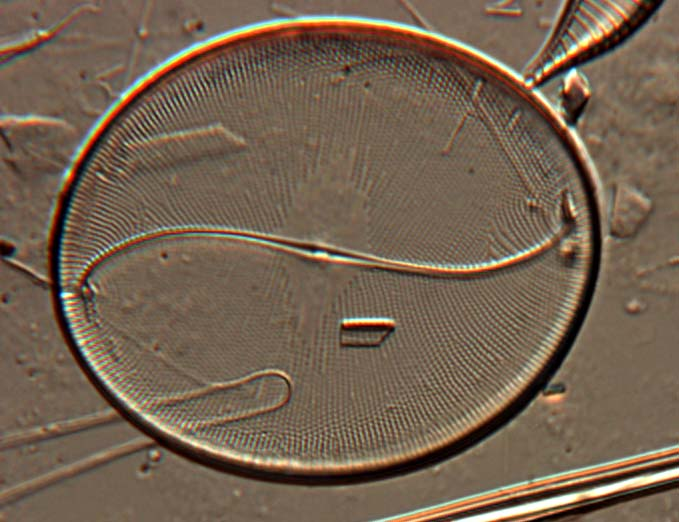
Cocconeis krammerii
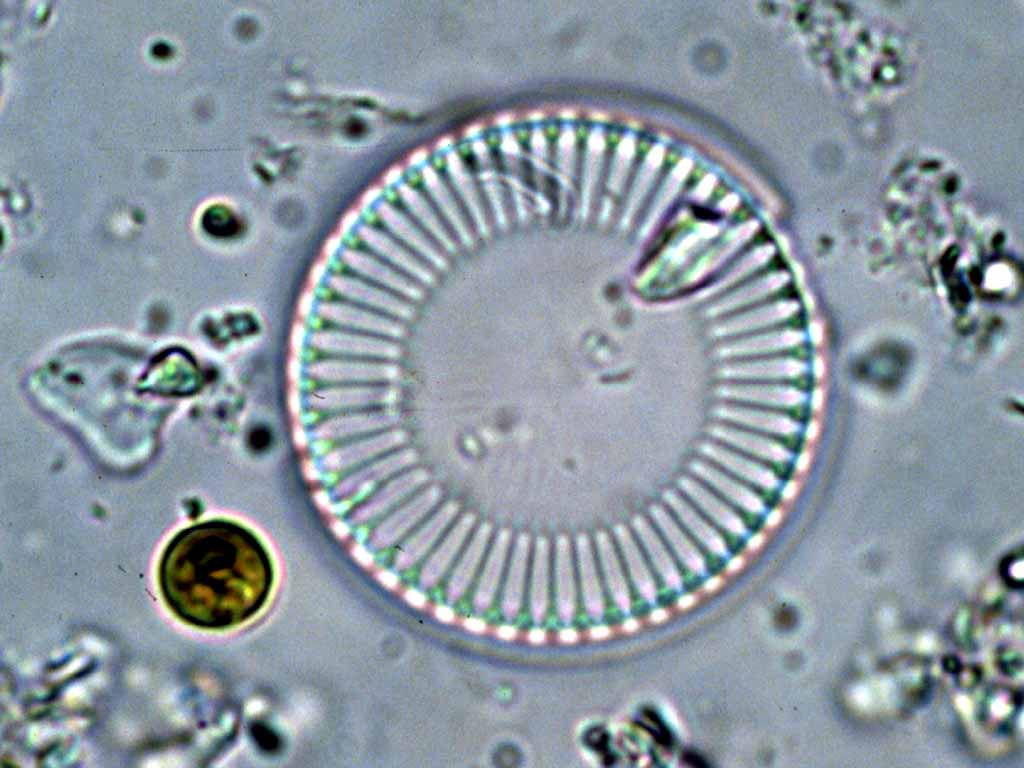
Cyclotella meneghiniana
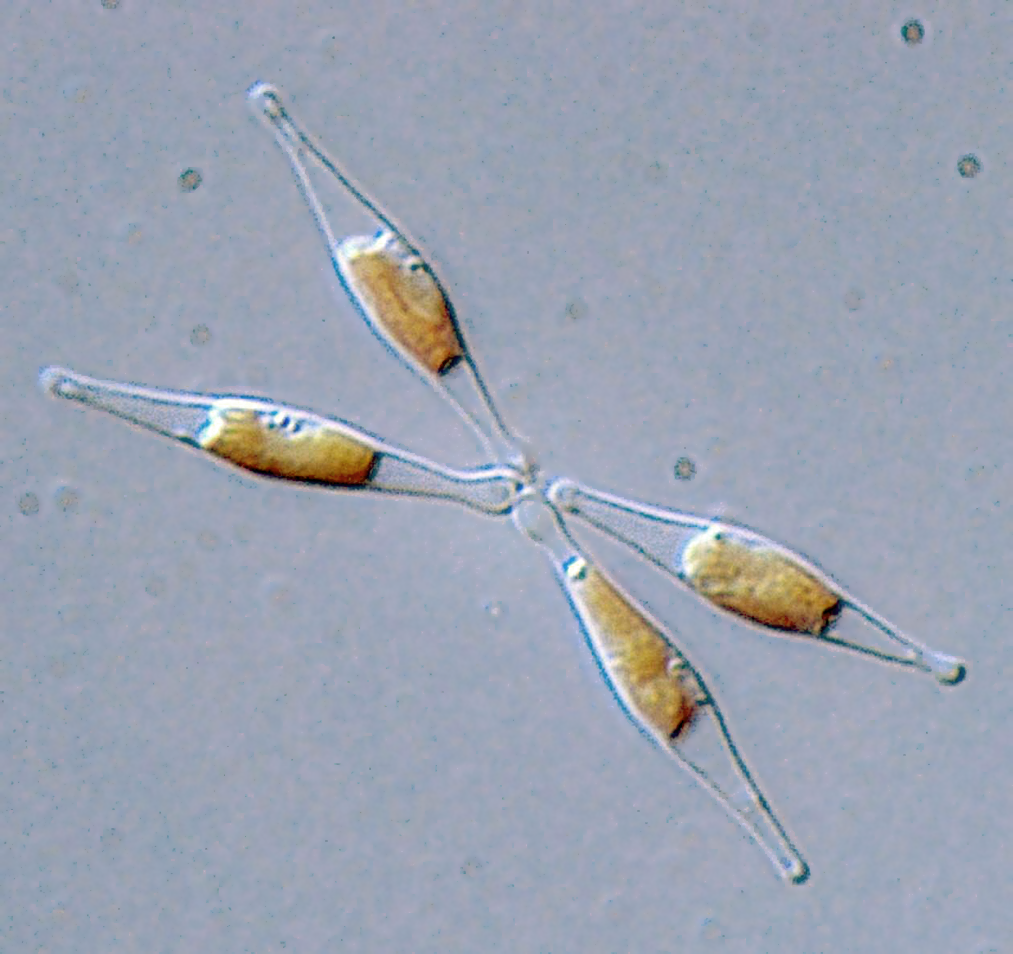
Phaeodactylum tricornutum
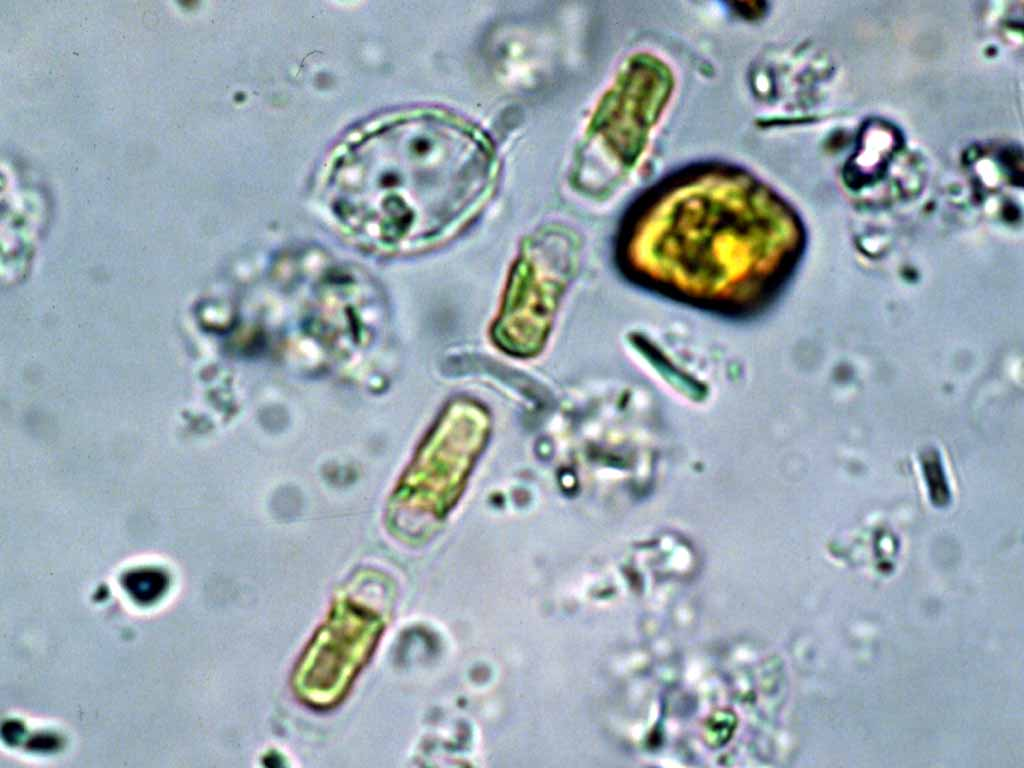
Skeletonema potamos
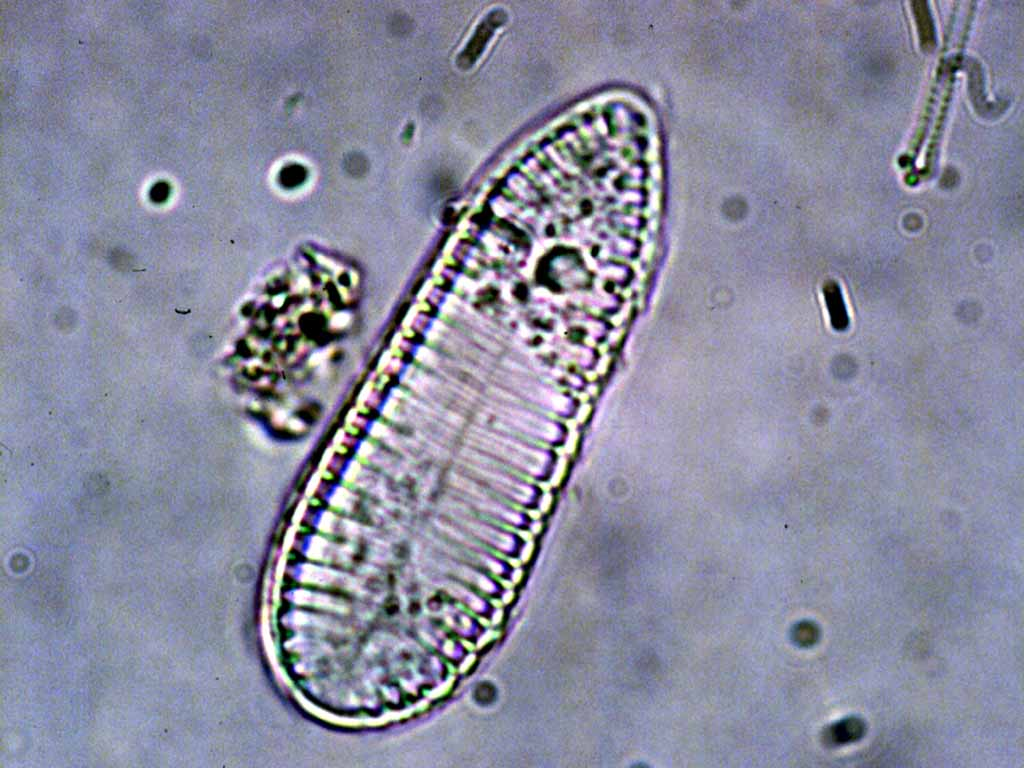
Surirella sublinearis
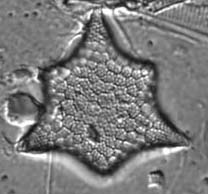
Triceratium dubium
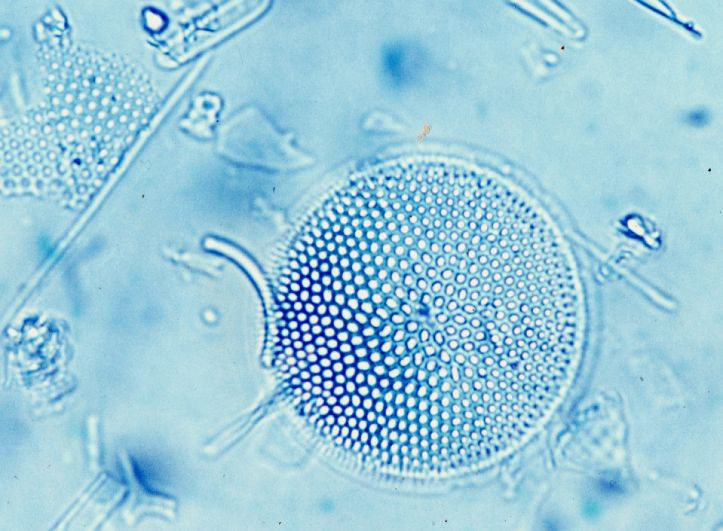
Diatomees. Microscopi òptic. 300X. Mètode de la gota penjant
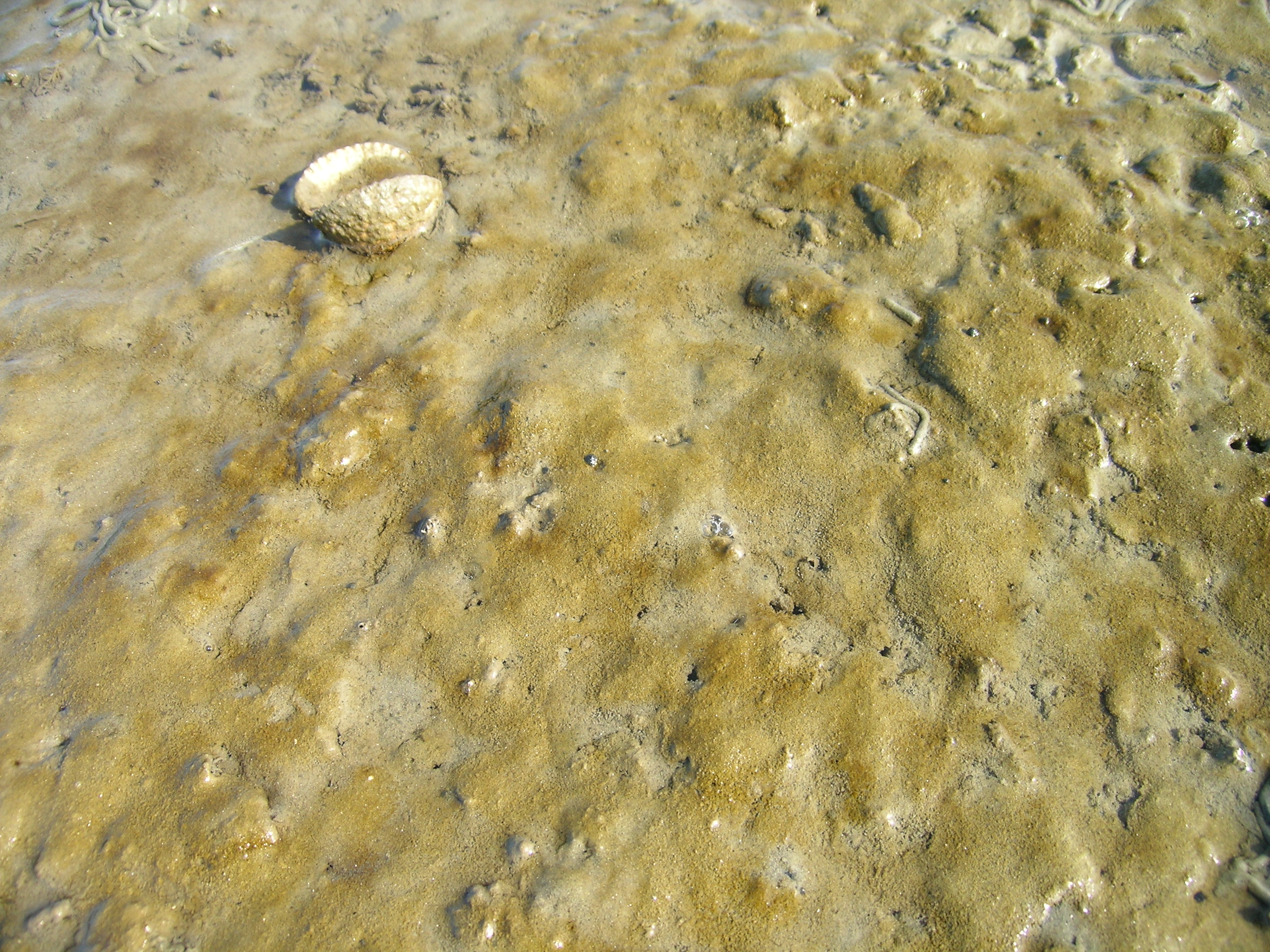

## Phaeodactylum tricornutum
Phaeodactylum tricornutum és una alga diatomea i és l'única espècie del gènere Phaeodactylum. Aquesta alga adopta diferents tipus morfològics, fet que la fa útil per a estudiar alteracions en la forma cel·lular, que poden ser estimulats per canvis en les condicions ambientals.
A més a més, pot créixer en absència de silici, fet que proporciona noves eines en el camp de la fabricació de nanoinstruments de silici.